# Едвабне (гмина)
Едвабне (пол. Jedwabne) — городско-сельская гмина (волость) в Польше, входит как административная единица в Ломжинский повет Подляского воеводства. Население — 5596 человек (на 2011 год).

## Демография
Данные по переписи 2011 года:
| Перепись            | Всего | Мужчины | Женщины |
| ------------------- | ----- | ------- | ------- |
| Всего               | 5596  | 2817    | 2779    |
| Городское население | 0     | 0       | 0       |
| Сельское население  | 5596  | 2817    | 2779    |

## Поселения
1. Бартки
2. Бички
3. Бёдры
4. Бёдры-Колёня
5. Боравске
6. Бронаки-Ольки
7. Бронаки-Петраше
8. Бжостово
9. Бужин
10. Хростово
11. Хылины
12. Грабник
13. Гронды-Мале
14. Гронды-Вельке
15. Янчевко
16. Янчево
17. Едвабне
18. Каимы
19. Каетаново
20. Камянки
21. Карвово-Вшеборы
22. Концики
23. Конты
24. Конецки
25. Конопки-Худе
26. Конопки-Тлусте
27. Корытки
28. Коссаки
29. Котово-Пляц
30. Котово-Старе
31. Котувек
32. Кубжаны
33. Куче-Мале
34. Куче-Вельке
35. Кучевске
36. Липник
37. Маковске
38. Моцаже
39. Надборы
40. Нова-Весь
41. Новины
42. Ольшево-Гура
43. Орликово
44. Павелки
45. Пеньки-Борове
46. Плюты
47. Пшестшеле
48. Ростки
49. Сестшанки
50. Стрыяки
51. Шостаки
52. Витыне

## Соседние гмины
1. Гмина Пёнтница
2. Гмина Пшитулы
3. Гмина Радзилув
4. Гмина Стависки
5. Гмина Тшчанне
6. Гмина Визна